# Banca Commerciale Italiana
Banca Commerciale Italiana var en italiensk storbank, grundad 1894 på initiativ av en tysk storbank, Discontogesellschaft, under medverkan av flera tyska, schweiziska och österrikiska banker och bankirfirmor.
Banca Commerciale Italiana hade sitt huvudkontor i Milano och var direkt representerade genom filialer i London, New York, Istanbul, Smyrna samt på ett hundratal platser i Italien, och var därtill företrädd genom dotterbolag i ett flertal länder i Europa, Nord- och Sydamerika. Banca Commerciale Italiana övergick 1994 från att vara ett statskontrollerat bolag till att bli ett publikt bolag. 1998 gick banken samman med Banco Ambrosiano.